# Mount Shasta
Mount Shasta, nota anche come Sisson, è una città degli Stati Uniti d'America situata nella Contea di Siskiyou, nello Stato della California.